# Rupandehi (dystrykt)

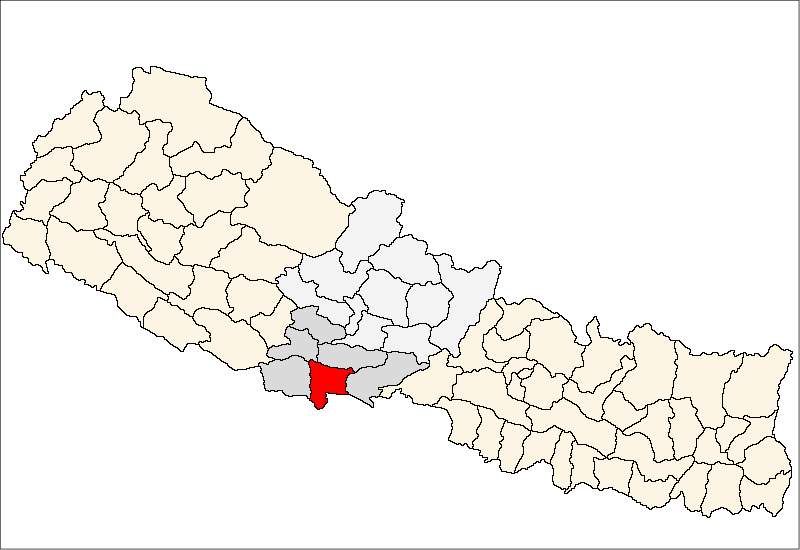
Dystrykt Rupandehi

Dystrykt Rupandehi (nep. रुपन्देही) – jeden z siedemdziesięciu pięciu dystryktów Nepalu. Leży w strefie Lumbini. Dystrykt ten zajmuje powierzchnię 1360 km², w 2001 r. zamieszkiwało go 708 419 ludzi. Stolicą jest Siddharthanagar.